# Perognathus merriami
Espèce
Statut de conservation UICN

 LC  : Préoccupation mineure
Perognathus merriami est une espèce de Rongeurs de la famille des Heteromyidae qui fait partie des souris à poches, c'est-à-dire des souris à abajoues.  Cet animal vit au Mexique et aux États-Unis.
L'espèce a été décrite pour la première fois en 1892 par le zoologiste américain Joel Asaph Allen (1838-1921), en hommage à un autre zoologiste, son compatriote Clinton Hart Merriam (1855-1942).

## Liste des sous-espèces
Selon Mammal Species of the World (version 3, 2005)  (2 déc. 2012) :
- sous-espèce Perognathus merriami gilvus ;
- sous-espèce Perognathus merriami merriami.